# Hands Up (2PM)
Hands Up è il secondo album studio del gruppo musicale sudcoreano 2PM, pubblicato il 20 giugno 2011 in versione digitale, mentre il 21 giugno 2011 su CD. Una versione a tiratura limitata è stata pubblicata il 23 giugno 2011. L'edizione giapponese dell'album include un libro fotografico di ventiquattro pagine.

## Tracce
1. Hands Up - 3:17
2. Electricity - 3:52
3. Give It To Me - 3:38
4. Like a Movie (영화처럼) - 4:20
5. Don't You Know (모르니) - 3:45
6. Hot - 3:30
7. Without U - 3:20
8. I'll Be Back - 3:37
9. I Can't - 3:25
10. Hands Up (East4A Mix) - 3:30
11. Electricity (220v Mix) - 4:06
12. Thank You - 3:58
13. Don't Stop Can't Stop - 4:08

## Classifiche
| Classifica         | Posizione massima |
| ------------------ | ----------------- |
| Corea del Sud Gaon | 1                 |
| Giappone Oricon    | 6                 |